# Margielyn Didalová
Margielyn Arda Didalová (* 19. dubna 1999 Cebu City) je filipínská profesionální skateboardistka.
Pochází z pěti dětí, její otec je tesař a matka prodejkyně pouličního občerstvení. Skateboardingu se začala věnovat roku 2012 pod vedením trenéra Daniela Bautisty.
Stala se první filipínskou soutěžící na X Games a v sérii Street League Skateboarding. Získala zlatou medaili na Asijských hrách 2018 v Indonésii a dvě zlaté medaile na Hrách jihovýchodní Asie 2019. Zúčastnila se Letních olympijských her 2020, kde postoupila do finále disciplíny street. Při nezdařeném triku utrpěla výron kotníku a obsadila celkově sedmé místo, získala však sympatie publika tím, že navzdory bolesti neztrácela dobrou náladu a vytrvale povzbuzovala úspěšnější soupeřky.
Časopis Time ji v roce 2018 zařadil na seznam nejvlivnějších teenagerů. Zasloužila se o vybudování skateparku ve svém rodném městě, který slouží přípravě filipínských reprezentantů.
Hlásí se k lesbické orientaci a podporuje práva sexuálních menšin ve sportu.